# Wasanämnden
Wasa-Kommittén var en expertorganisation som verkade under åren 1957 till 1959. Den tillsattes för att undersöka om det var möjligt att bärga regalskeppet Vasa  och kom därefter att samordna bärgningsinsatserna mellan deltagande myndigheter och sponsrande industriföretag. Från hösten 1959 övergick kommitténs arbete i en fastare och större organisation kallad Wasanämnden, vilken fortsatte arbetet fram till mitten av 1964 då ansvaret för Vasa överfördes till Sjöhistoriska museet.

## Bakgrund
Efter återupptäckten av Vasa år 1956 visade det sig att frågan om vad man skulle göra med fartyget vilade på olika myndigheter, nämligen Marinförvaltningen som hade ägareansvaret för gamla, även sjunkna örlogsfartyg, Riksantikvarieämbetet som var vårdare av fornfynd och Sjöhistoriska museet  som hade hand om de örlogsmarina samlingarna. Dessa lydde under tre olika departement: Marinförvaltningen under Försvarsdepartementet, Riksantikvarieämbetet under Ecklesiastikdepartementet, som ansvarade för kulturfrågor, och Sjöhistoriska museet under Handelsdepartementet, som ansvarade för sjöfartsfrågor.

## Wasa-kommittén

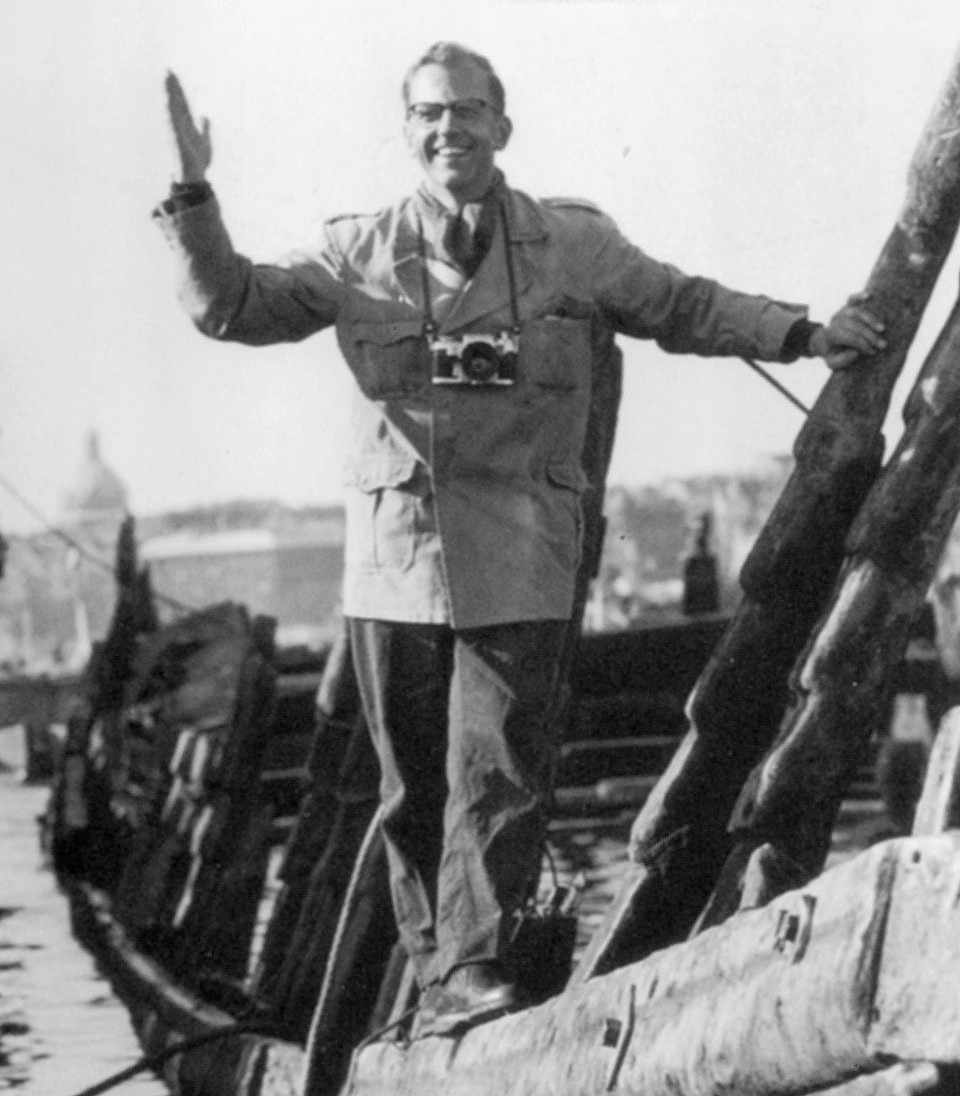
Anders Franzén på regalskeppet Vasa 1961.

Så småningom enades man om att Nämnden för statens sjöhistoriska museum skulle efter samråd med de övriga officiella intressenterna tillsätta en expertkommitté för att utreda frågan. Wasa-kommittén bildades i början av januari 1957 och kom att bestå av följande ordinarie ledamöter:
- Edward Clason, kommendör, Chef för Stockholms örlogsvarv, ordförande
- Gillis Claus, byråchef i Försvarets fabrikstyrelse, sekreterare
- Anders Franzén, ingenjör vid Marinförvaltningen, Vasas upptäckare
- Hans Hansson, antikvarie vid Stockholms stadsmuseum
- Axel Hedberg, sjökapten, inspektör i Neptunbolaget
- Gustav Lindgren, kommendör, inspektör för ubåtsvapnet
- Arne Strömberg, konservator vid Riksantikvarieämbetet
- Bo Åsgård, mariningenjör, dykeriledare vid Stockholms örlogsvarv

Vid behov medverkade även följande särskilt sakkunniga:
- Georg Hafström, kommendörkapten
- G Halldin, mariningenjör
- Sam Svensson, konservator

Kommittén började sitt arbete på våren 1957 och levererade en rapport i februari 1958. Efter analys av träets hållfasthet och skrovets konstruktion, rekommenderades att fartyget skulle lyftas genom att dra wirar runt fartyget, så att kraftera anbringas utifrån, samt att lyften skulle ske kontrollerat i små steg:

## Finansiering
Wasa-Kommittén synes inledningsvis inte haft någon egentlig budget för att bedriva verksamhet, men sedan 35 000 kr erhållits som donation från kung Gustaf VI Adolfs 70-årsfond och 100 000 kr från Wallenbergstiftelsen, kunde förberedelser påbörjas. De egentliga kostnaderna stod respektive deltagande aktör för. Sålunda bidrog svenska marinen genom att förlägga repetitionskurser för tungdykare till platsen och genom arbeten från det närbelägna Stockholms örlogsvarv, medan Broströmskoncernen genom Neptunbolaget tillhandahöll bärgningsutrustning i form av pontoner och fartyg. Flera andra svenska företag bidrog genom att låna ut lyftwirar, slangar och kompressorer till Kommittén.
För att få in pengar till bärgningsprojektet organiserades en särskild insamlingsstiftelse Wasa Rediviva. Det präglades och såldes även ett särskilt Wasa-mynt på 10 kronor. I avvaktan på att pengar skulle komma in var man dock tvungen att begära medel från staten, vilket erhölls i form av lotterimedel.
Från det att Vasa lagts in i Beckholmsdockan tillkom även inträdesavgifter för besökare.

## Wasanämnden
Sedan det hösten 1959 visat sig möjligt att lyfta Vasa från botten och det därigenom verkade realistiskt att bärga henne insågs att vidare arbeten med bärgning, utgrävning, konservering och uppställning för förvaring skulle kräva mer omfattande åtgärder. De berörda myndigheterna överenskom därför att inrätta en mer långsiktigt arbetande organisation, vilket framfördes som förslag till regeringskansliet. Wasanämnden tillsattes av K. M:t den 30 september 1959 och fick då följande sammansättning:
- HKH Prins Bertil, ordförande
- Souschefen för Kungl. Marinförvaltningen, Gunnar Jedeur-Palmgren
- Riksantikavarien, Bengt Thordeman
- Museidirektören Sjöhistoriska museet, Gerhard Albe
- Riksdagsman Carl Albert Andersson
- Universitetskanslern Bengt Petri
- Byråchefen (UD), Sven Backlund
- Förste byråingenjören, Anders Franzén

Wasanämndens arbete leddes av en verkställande direktör,  Fred Arnell och var organiserad i en teknisk sektion, som i stort innehöll samma personer som den föregående Wasa-kommittén, en kanslisektion och en PR-sektion. Senare tillkom även en vetenskaplig sektion som skötte arbetet med konservering och arkeologisk undersökning.

## Bärgning och Provisorisk uppställning

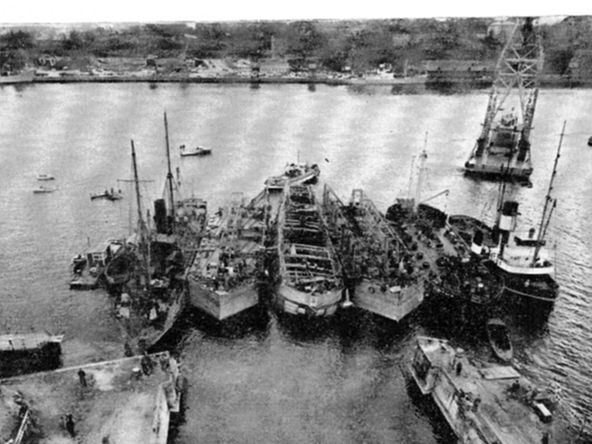
Bärgningsflottan levererar Vasa till Beckholmsdockan 1961. Från vänster Belos, Frigg, Vasa, Oden, Sleipner och Atlas. I bakgrunden Lodbrok.

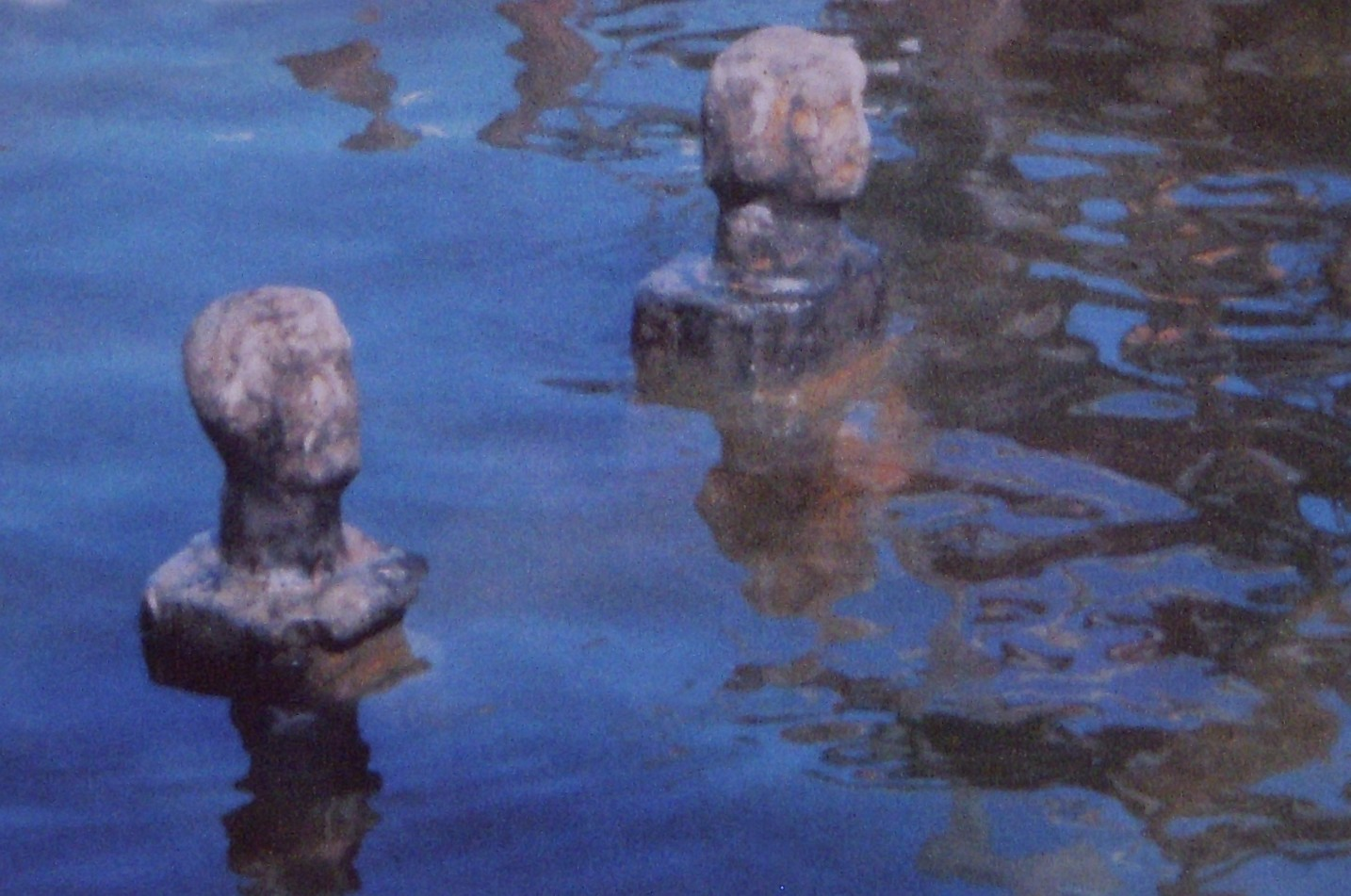
24 april 1961, kl 9:03; Vasa bryter vattenlinjen.

För att utföra dykningsarbeten, lyfta lösa föremål och slutligen lyfta Vasa behövdes ett antal fartyg och pråmar. För dessa jobb anlitades bland annat från marinen tendrarna Sveparen och Sprängaren samt ubåtsräddningsfartyget Belos. Från Neptunbolaget bärgningspontonen, Sleipner, bogserbåten Atlas samt lyftpontonerna Oden och Frigg. För vissa lyft, exempelvis bärgning av en 24-pundskanon, användes Stockholms hamns pontonkran Lodbrok.
Wasa-kommittén föreslog redan tidigt att Vasa skulle placeras i Galärvarvsdockan på Djurgården. Denna skulle dock först bli tillgänglig när Örlogsvarvet flyttade ut till Muskö. I avvaktan på detta iordningställdes en provisorisk förtöjningsplats och museum vid Alkärret. Detta provisoriska museum invigdes den 16 februari 1962 och var i drift till 1990 då det nuvarande Vasamuseet invigdes.